# Johannes Hoeffel

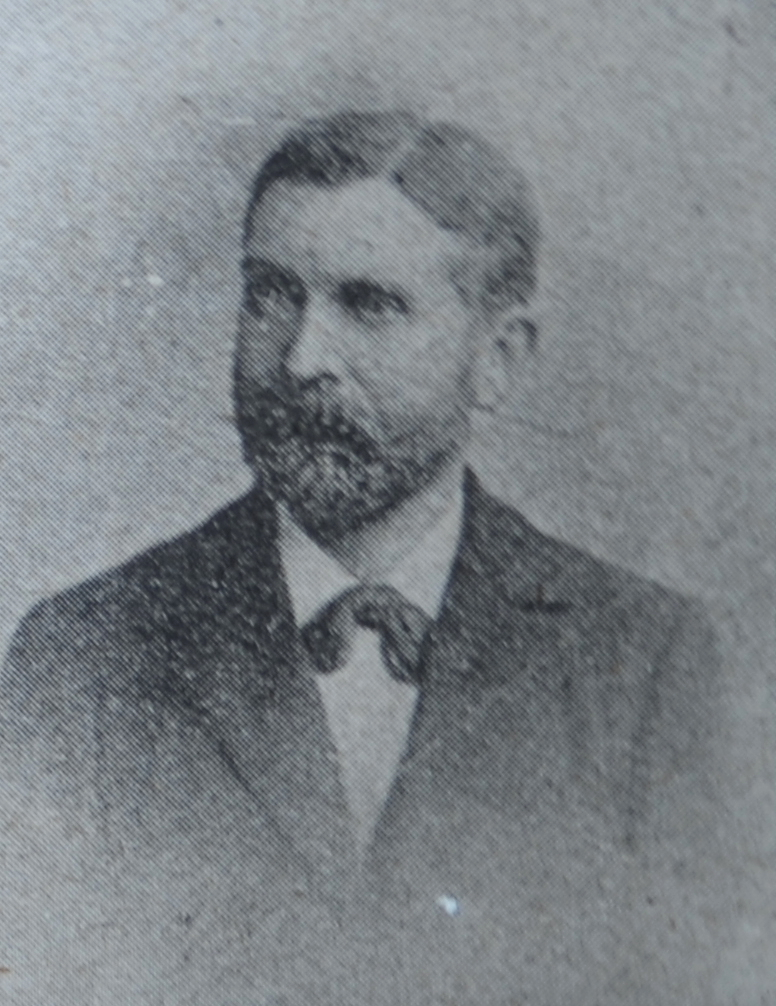
Johannes Hoeffel, 1911

Johannes Hoeffel (französisch Jean Hoeffel; * 5. März 1850 in Altweiler, Département Bas-Rhin ; † 15. November 1939 in Buchsweiler) war Mediziner, Bürgermeister von Buchsweiler und Mitglied des Deutschen Reichstags.

## Leben
Hoeffel besuchte das Protestantische Gymnasium in Straßburg und von 1867 bis 1872 die medizinische Fakultät in Straßburg. Nach der Approbation am 30. August 1872 war er kurzzeitig als Assistenzarzt im Straßburger Zivilhospital tätig und war Knappschaftsarzt von 1872 bis 1873 in Ars an der Mosel, seit 1873 als praktischer Arzt in Buchsweiler und seit 1888 auch Kreisarzt im Kreis Zabern.
Zwischen 1884 und 1918 war er Bürgermeister in Buchsweiler und 1885 bis 1918 Mitglied des Oberkonsistoriums der Kirche augsburgischer Konfession. Für den Kanton Buchsweiler war er 1888 bis 1897 Mitglied des Bezirkstags des Unterelsaß. Weiter war er seit 1892 (und bis 1911) Mitglied des Landesausschusses und seit 1898 Mitglied des Staatsrats. 1911 bis 1918 war er ein vom Kaiser ernanntes Mitglied der ersten Kammer des Landtags des Reichslandes Elsaß-Lothringen. Nach dem Tod Otto Backs wurde er zum Präsidenten der ersten Kammer gewählt.
Von 1890 bis 1918 war er Mitglied des Deutschen Reichstags für den Wahlkreis Reichsland Elsaß-Lothringen 11 (Zabern) und die Deutsche Reichspartei.
Bei der Reichstagswahl 1907 setzte er sich im ersten Wahlgang mit 9.469 Stimmen deutlich gegen den Liberalen Alfred Wolf (5.638 Stimmen) sowie den Metallarbeiter Schulenburg (2.240 Stimmen) und den Rechtsanwalt Stieve (6.82 Stimmen) durch.
Hoeffel war Träger des Roter Adlerordens III. Klasse mit der Schleife.